# Литургия Доместика
„Литургия Доместика оп. 79“ е музикален албум от две дългосвирещи грамофонни плочи, придружени с книжно тяло, с едноименната творба на Александър Гречанинов.
Изпълнява я световноизвестният български оперен певец Борис Христов с участието на Българската хорова капела „Светослав Обретенов“ и камерен състав на Симфоничния оркестър на Българското радио (малък щрайх, арфа челеста и орган (Тео Мусев). Диригент е Георги Робев. Участват също тенорите Тодор Григоров-Терес и Григор Янев и баритонът Благой Спасов.
Записите се осъществяват в храм-паметника „Св. Александър Невски“, София.
Издадена е от „Балкантон“ през 1979 година под каталожен номер ВХА 10371 72.
Това е първият запис в света на Литургия Доместика оп. 79 на Гречанинов, а в изпълнението ѝ за пръв път е включен оркестър, макар и малък.